# シルエット (NHK影絵劇)
『シルエット』は、NHKテレビ→NHK総合テレビで放送された影絵劇の番組枠である。

## 概要
劇団かかし座による影絵劇である。複数回作品は『連続シルエット』として放送された。

## 作品一覧
| 作品名                   | 放送期間                        | 放送時間        |
| ------------------------ | ------------------------------- | --------------- |
| 奇巌城                   | 1953年08月15日 - 1953年10月24日 | 土曜18:30-19:00 |
| 世界旅行                 | 1953年11月04日 - 1953年11月26日 | 月木18:30-19:00 |
| 愉快なドンキホーテ       | 1954年04月01日 - 1954年04月15日 | 木曜18:30-19:00 |
| シャドウ先生今晩わ       | 1954年07月02日 - 1954年07月30日 | 金曜18:30-19:00 |
| ボルダの牙               | 1954年08月06日 - 1954年09月24日 | 金曜18:30-19:00 |
| 古城の謎                 | 1954年10月01日 - 1954年10月22日 | 金曜18:30-19:00 |
| 古城の謎                 | 1954年10月28日 - 1954年11月25日 | 木曜18:10-18:40 |
| 天国から来た雪男         | 1954年12月02日 - 1954年12月30日 | 木曜18:10-18:40 |
| 愛の湖                   | 1955年01月06日 - 1955年01月27日 | 木曜18:10-18:40 |
| 波止場の子               | 1955年02月10日 - 1955年03月31日 | 木曜18:10-18:40 |
| 家なき子                 | 1955年04月07日                  | 木曜18:10-18:40 |
| 家なき子                 | 1955年04月13日 - 1955年09月28日 | 水曜18:00-18:30 |
| 宝島                     | 1955年10月05日 - 1955年12月28日 | 水曜18:00-18:30 |
| アルプスの山の少女       | 1956年01月04日 - 1956年03月28日 | 水曜18:00-18:30 |
| ちゃんちゃんちゃん物語   | 1956年04月11日 - 1956年05月30日 | 水曜18:00-18:30 |
| ちゃんちゃんちゃん物語   | 1956年06月05日 - 1956年10月30日 | 火曜18:00-18:30 |
| ロバ物語                 | 1956年11月13日 - 1957年03月19日 | 火曜18:10-18:40 |
| むかしばなし             | 1957年09月09日 - 1958年09月29日 | 月曜18:10-18:40 |
| トラフグ市長とマンボ少年 | 1958年10月13日 - 1958年12月29日 | 月曜18:20-18:40 |
| 愛の妖精                 | 1959年01月05日 - 1959年03月30日 | 月曜18:20-18:40 |
| アルプスの少女           | 1959年04月06日 - 1959年06月29日 | 月曜18:07-18:35 |
| 森は生きている           | 1959年07月06日 - 1959年09月28日 | 月曜18:07-18:35 |
| 私はパック               | 1959年10月05日 - 1960年03月28日 | 月曜18:07-18:35 |